# Ty Johnson
Ty Marquise Johnson (* 17. September 1997 in Cumberland, Maryland) ist ein US-amerikanischer American-Football-Spieler auf der Position des Runningbacks. Aktuell spielt er für die Buffalo Bills in der National Football League (NFL).

## Frühe Jahre
Johnson wuchs in seiner Geburtsstadt auf und besuchte die dortige Fort Hill Highschool. Dort spielte er als Runningback und als Defensive Back und verhalf seinem Team zu zwei Meisterschaften im Staat Maryland. In seinen letzten 2 Jahren erzielte er 65 Touchdowns. Johnson galt als einer der besten Runningbacks seines Jahrgangs und erhielt ein Stipendium der University of Maryland, College Park, für die er von 2015 bis 2018 aktiv war. In den 4 Jahren an der Universität konnte er 4196 Yards erlaufen, die drittmeisten in der Geschichte der Universität. Außerdem erzielte er 19 Touchdowns.

## NFL

### Detroit Lions
Beim NFL-Draft 2019 wurde Johnson an 186. Stelle in der 6. Runde von den Detroit Lions ausgewählt. Sein Debüt für die Lions gab Johnson am 1. Spieltag beim 27:27-Unentschieden gegen die Arizona Cardinals, bei dem er einen Lauf für 6 Yards hatte. Sein erstes Spiel als Starter war die 13:20-Niederlage gegen die Chicago Bears am 10. November 2019. Insgesamt konnte Johnson in seinem ersten Jahr den Ball 63 Mal für 273 Yards laufen und 24 Mal für 109 Yards fangen. In den ersten beiden Spielen der Saison 2020 kam Johnson jedoch kaum zum Einsatz, sodass er am 1. Oktober 2020 von den Detroit Lions gewaived wurde.

### New York Jets
Am 2. Oktober 2020 wurde Johnson von den New York Jets beansprucht. Für sie gab er sein Debüt am 6. Spieltag bei der 0:24-Niederlage gegen die Miami Dolphins. Seinen ersten Touchdown in der NFL konnte er am 6. Dezember 2020 bei der 28:31-Niederlage gegen die Las Vegas Raiders erzielen. Am 15. Spieltag konnte er beim 23:20-Sieg gegen die Los Angeles Rams einen weiteren Touchdown erzielen, diesmal jedoch nach einem Pass von Quarterback Sam Darnold. Insgesamt kam er in der Saison für die Jets in 11 Spielen zum Einsatz. Auch in der Saison 2021 blieb Johnson im Kader der Jets und kam regelmäßig zum Einsatz. So konnte er am 5. Spieltag bei der 20:27-Niederlage gegen die Atlanta Falcons einen Touchdown erlaufen. Am 8. Spieltag konnte er beim 34:31-Sieg gegen die Cincinnati Bengals den Ball für 71 Yards, seinen Karrierebestwert, sowie einen Touchdown von Quarterback Mike White fangen. Im Verlauf der Saison konnte er zwei weitere Touchdowns erzielen, sodass er insgesamt auf vier Touchdowns kam, mehr als in den vorherigen Saisons zusammen.
In der Saison 2022 blieb Johnson Backup als Runningback hinter Rookie Breece Hall und Michael Carter. Vor allem nach der Verletzung von Hall kam er auch häufiger zum Einsatz. Am 12. Spieltag konnte er beim 31:10-Sieg gegen die Chicago Bears mit dem Ball für 52 Yards und einen Touchdown laufen. In der folgenden Woche konnte er bei der 22:27-Niederlage gegen die Minnesota Vikings sechs Pässe von Quarterback Mike White fangen. Am 17. Spieltag stand er bei der 6:23-Niederlage gegen die Seattle Seahawks zum ersten und einzigen Mal in der Saison in der Startformation seiner Mannschaft.

### Buffalo Bills
Am 21. August 2023 nahmen die Buffalo Bills Johnson unter Vertrag. Eine Woche später wurde er zunächst gewaived, erhielt anschließend jedoch einen Platz im Practice Squad der Bills. Am 20. Oktober 2023 wurde er nach der Verletzung von Damien Harris in den Spieltagskader der Bills aufgenommen. So debütierte er am 7. Spieltag der Saison 2023 bei der 25:29-Niederlage gegen die New England Patriots für sein neues Team. Dabei kam er fast ausschließlich in den Special Teams zum Einsatz. Am 11. Spieltag konnte Johnson beim 32:6-Sieg gegen die New York Jets seinen ersten Touchdown für die Bills nach Pass von Josh Allen fangen. In der restlichen Saison etablierte er sich auch als Rotationsspieler in der Offense. Da die Bills in der Saison 11 Spiele gewannen und nur sechs verloren, konnten sie die AFC East gewinnen und somit in die Playoffs einziehen. Dort trafen sie in der ersten Runde auf die Pittsburgh Steelers. Beim 31:17-Sieg gab Johnson sein Postseason-Debüt und konnte insgesamt den Ball achtmal für 26 Yards bewegen. Beim folgenden Spiel gegen die Kansas City Chiefs gelangen ihm sogar 40 Yards, allerdings unterlagen die Bills mit 24:27 und schieden somit aus den Playoffs aus.
Daraufhin unterschrieb er im März 2024 einen neuen Vertrag bei den Bills.

## Karrierestatistiken
| Legend | Legend             |
| ------ | ------------------ |
| Fett   | Karrierehöchstwert |

### Regular Season
| Saison                             | Team             | Spiele | Spiele  | Rushing  | Rushing | Rushing | Rushing | Rushing | Receiving | Receiving | Receiving | Receiving | Receiving | Returning | Returning | Returning | Returning | Returning | Fumbles | Fumbles  | TD gesamt |
| Saison                             | Team             | Gesamt | Starter | Versuche | Yards   | Avg     | Lang    | TD      | Passfänge | Yards     | Avg       | Lang      | TD        | Anzahl    | Yards     | Avg       | Lang      | TD        | Gesamt  | verloren | TD gesamt |
| ---------------------------------- | ---------------- | ------ | ------- | -------- | ------- | ------- | ------- | ------- | --------- | --------- | --------- | --------- | --------- | --------- | --------- | --------- | --------- | --------- | ------- | -------- | --------- |
| 2019                               | Lions            | 16     | 1       | 63       | 273     | 4,3     | 40      | 0       | 24        | 109       | 4,5       | 13        | 0         | 3         | 58        | 19,3      | 25        | 0         | 1       | 1        | 0         |
| 2020                               | Lions            | 2      | 0       | 0        | 0       | 0,0     | 0       | 0       | 0         | 0         | 0,0       | 0         | 0         | 0         | 0         | 0,0       | 0         | 0         | 0       | 0        | 0         |
| 2020                               | Jets             | 11     | 1       | 54       | 254     | 4,7     | 34      | 1       | 16        | 99        | 6,2       | 18        | 1         | 5         | 94        | 18,8      | 25        | 0         | 0       | 0        | 2         |
| 2021                               | Jets             | 16     | 3       | 61       | 238     | 3,9     | 24      | 2       | 34        | 372       | 10,9      | 23        | 2         | 3         | 57        | 19,0      | 26        | 0         | 2       | 1        | 4         |
| 2022                               | Jets             | 17     | 1       | 30       | 160     | 5,3     | 32      | 1       | 12        | 88        | 7,3       | 16        | 0         | 3         | 39        | 13,0      | 19        | 0         | 0       | 0        | 1         |
| 2023                               | Bills            | 10     | 0       | 30       | 132     | 4,4     | 13      | 0       | 7         | 62        | 8,9       | 28        | 1         | 8         | 161       | 20,1      | 24        | 0         | 1       | 0        | 1         |
| 2024                               | Bills            | 2      | 0       | 3        | 6       | 2,0     | 6       | 0       | 1         | 33        | 33,0      | 33        | 0         | 0         | 0         | 0,0       | 0         | 0         | 0       | 0        | 0         |
| Gesamte Karriere                   | Gesamte Karriere | 74     | 6       | 241      | 1063    | 4,4     | 40      | 4       | 94        | 763       | 8,1       | 33        | 4         | 22        | 409       | 18,6      | 26        | 0         | 4       | 2        | 8         |
| Quelle: pro-football-reference.com |                  |        |         |          |         |         |         |         |           |           |           |           |           |           |           |           |           |           |         |          |           |

### Postseason
| Saison                             | Team             | Spiele | Spiele  | Rushing  | Rushing | Rushing | Rushing | Rushing | Receiving | Receiving | Receiving | Receiving | Receiving | Returning | Returning | Returning | Returning | Returning | Fumbles | Fumbles  | TD gesamt |
| Saison                             | Team             | Gesamt | Starter | Versuche | Yards   | Avg     | Lang    | TD      | Passfänge | Yards     | Avg       | Lang      | TD        | Anzahl    | Yards     | Avg       | Lang      | TD        | Gesamt  | verloren | TD gesamt |
| ---------------------------------- | ---------------- | ------ | ------- | -------- | ------- | ------- | ------- | ------- | --------- | --------- | --------- | --------- | --------- | --------- | --------- | --------- | --------- | --------- | ------- | -------- | --------- |
| 2023                               | Bills            | 2      | 0       | 15       | 66      | 4,4     | 15      | 0       | 1         | 14        | 14,0      | 14        | 0         | 0         | 0         | 0,0       | 0         | 0         | 0       | 0        | 0         |
| Gesamte Karriere                   | Gesamte Karriere | 2      | 0       | 15       | 66      | 4,4     | 15      | 0       | 1         | 14        | 14,0      | 14        | 0         | 0         | 0         | 0,0       | 0         | 0         | 0       | 0        | 0         |
| Quelle: pro-football-reference.com |                  |        |         |          |         |         |         |         |           |           |           |           |           |           |           |           |           |           |         |          |           |